# La Vengeance du gâte-sauce
La Vengeance du gâte-sauce je francouzský němý film z roku 1900. Režisérem je Georges Méliès (1861–1938). Film trvá zhruba jednu minutu.

## Děj
Kuchař se pokusí políbit servírku a ta ze strachu opustí všechny talíře na zem. Kuchař panikaří a schová se do skříně. Když do místnosti vejde vrchní číšník, kuchař vystrčí hlavu, čehož si vrchní rychle všimne. Skřípne mu krk o dveře skříně, čímž mu hlavu oddělí od těla. Tu pak dá na stůl, kde oživne. Číšník se ji snaží zbavit, ale hlava se dokáže přemístit, a tak ji raději hodí ke zbytku těla do skříňky. Odtud vzápětí vyjde celý kuchař, který zoufalého číšníka chytí a na oplátku mu pěstní ranou ulomí hlavu. Se zbytkem těla si zahází, poté ho odhodí a na závěr radostně odtancuje pryč.